# کلاتین دپ
کلاتین دپ، روستایی در دهستان هلونچکان بخش مرکزی شهرستان قصرقند در استان سیستان و بلوچستان ایران است.

## جمعیت
بر پایه سرشماری عمومی نفوس و مسکن در سال ۱۳۹۵، جمعیت این روستا برابر با ۲۴۹ نفر (۷۹ خانوار) بوده‌است.